# Mount Sandel

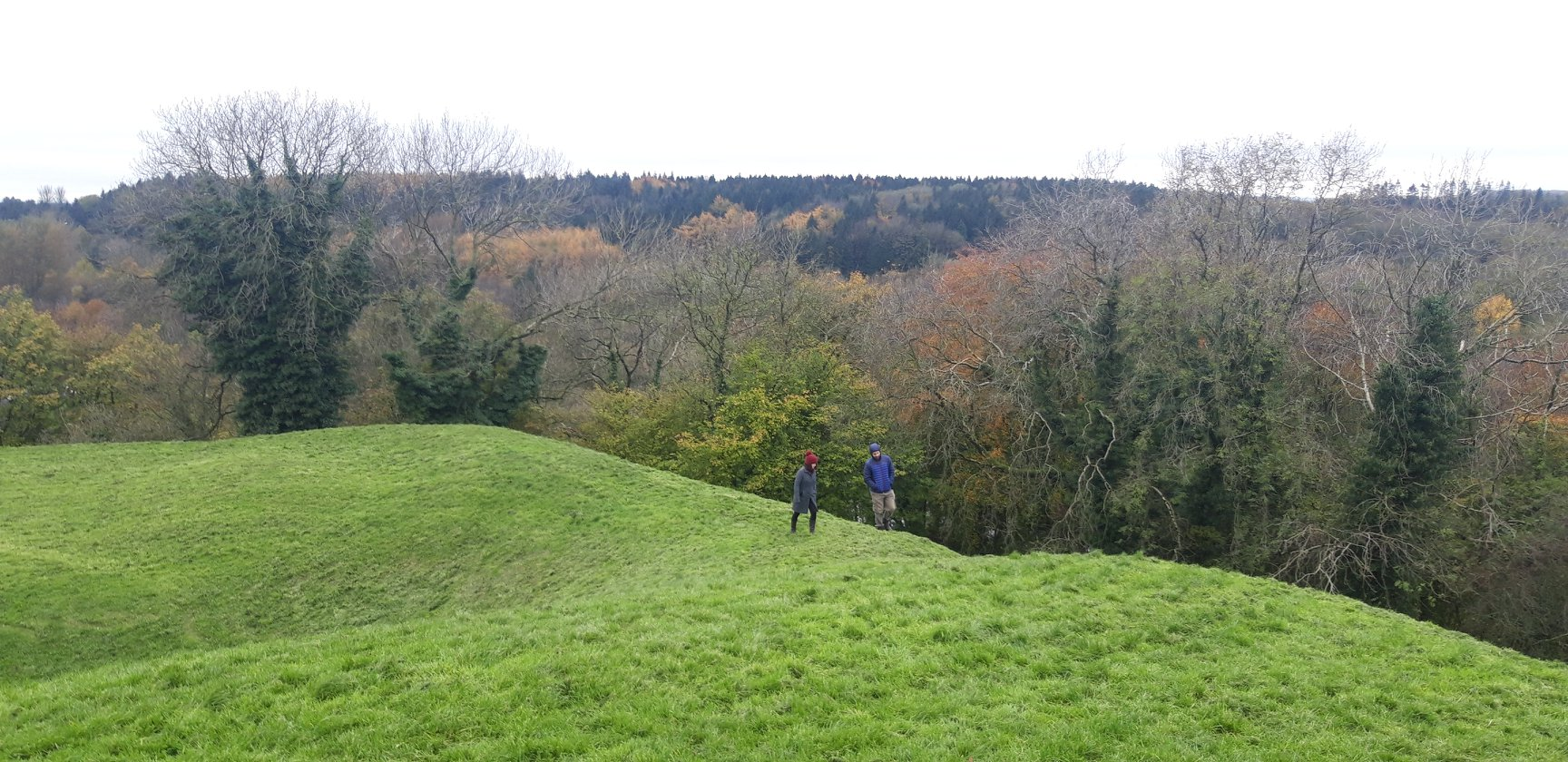
Mount Sandel 2019

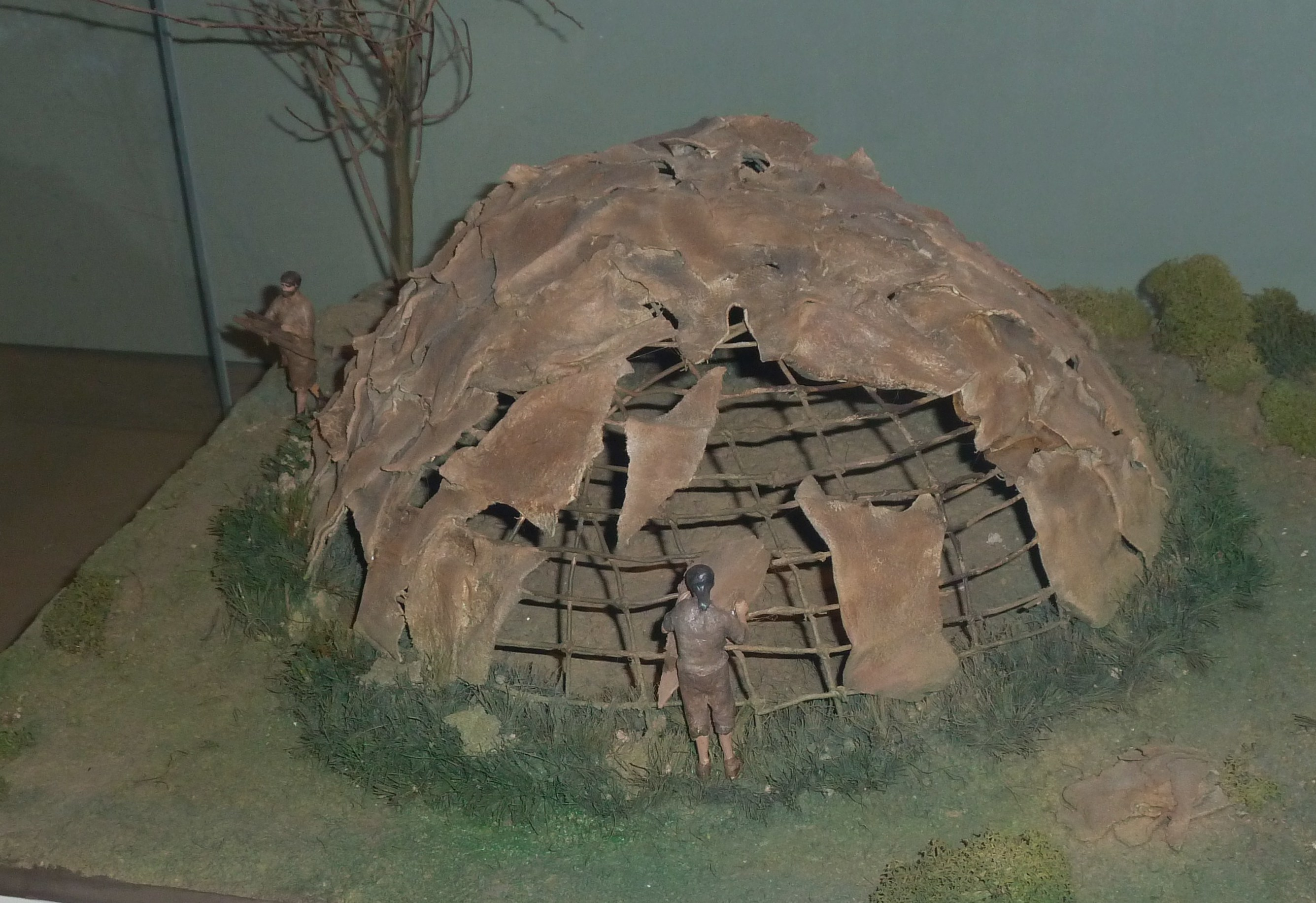
Rekonstruktionsmodell einer Hütte von Mount Sandel

Der Fundplatz am Mount Sandel (irisch Cill Santail) ist der älteste Beleg für die Ansiedlung mesolithischer Jäger und Sammler auf der irischen Insel. Mount Sandel liegt östlich der Reste eines Forts im Stadtgebiet von Coleraine, im County Londonderry in Nordirland. Der Fundplatz liegt etwa acht Kilometer von der Mündung des River Bann in den Atlantik auf einer exponierten Anhöhe.

## Beschreibung
Die im 19. Jahrhundert entdeckte und zwischen 1973 und 1977 von Peter Woodman ausgegrabene 700 m² große archäologische Stätte, ist laut Radiokohlenstoffdatierung 9000 Jahre alt und von großer Bedeutung für die Vorgeschichte Westeuropas.
Der Flurname Mount Sandel bezeichnet auch eine eisenzeitliche Befestigungsanlage. Einige Historiker lokalisieren an diesem Platz zudem den mittelalterlichen Ort Kill Santain oder Kilsandel. Dieser war Lagerplatz und befestigte Stützpunkt von John de Courcy während der anglonormannischen Eroberung im 12. Jahrhundert.
Woodman fand Belege für sechs Rundhütten von etwa sechs Metern Durchmesser mit einem zentralen Herd. Die siebte Hütte ist kleiner, nur etwa drei Meter im Durchmesser und hat einen äußeren Herd. Die Hütten wurden aus einem Gerüst aus gebogenen, kreisförmig in Pfostenlöchern in den Boden gesteckten Ästen hergestellt, die wahrscheinlich mit Fellen bedeckt waren.
Eine Vielzahl von Mikrolithen (winzige Werkzeuge aus Stein) wurden gefunden, aber auch Äxte aus Feuerstein, Nadeln, ungleichseitig dreieckige Pfeilspitzen und Messer. Obwohl die Erhaltungsbedingungen nicht gut waren, wurden in einer Feuerstelle Haselnussschalen und Knochenfragmente gefunden. Eine Reihe von Markierungen im Boden wurden als Reste von Gerüsten zum Trocknen von Fischen interpretiert. Reste von Rotwild, Federwild und Wildschweinen sowie von Seehunden, Aalen, Makrelen und Muscheln wurden festgestellt.
Der Platz wurde ganzjährig, gleichzeitig aber von nicht mehr als 15 Menschen bewohnt. Gegen 6000 v. Chr. wurde Mount Sandel verlassen.